# Francisco José Camarasa
Francisco José "Paco" Camarasa Castellar (født 27. september 1967 i Rafelbunyol, Spanien) er en tidligere spansk fodboldspiller, der spillede som midterforsvarer. Han spillede på klubplan hele sin karriere, mellem 1985 og 2000, hos Valencia CF i La Liga. Her var han med til at vinde Copa del Rey i 1999.
Camarasa spillede desuden mellem, 1993 og 1995, 14 kampe for Spaniens landshold. Han debuterede for holdet 8. september 1993 i et opgør mod Chile, og var en del af den spanske trup til VM i 1994.

## Titler
Copa del Rey
- 1999 med Valencia CF